# ゴードン・ドブソン
ゴードン・ミラー・ボーン・ドブソン（Gordon Miller Bourne Dobson FRS、1889年2月25日 - 1976年3月11日）は、イギリスの物理学者、気象学者。オゾンに関する研究の第一人者。
隕石の研究をもとに、それまで考えられてきたのとは違って対流圏界面の温度が一律でないことを発見した。ドブソンの発見によれば、対流圏界面には温度が急激に上昇する領域がある。この原因は紫外線放射によってオゾンが暖められることにあると考えられる。この領域がオゾン層と呼ばれるようになるものである。
ドブソンは今日ドブソン分光光度計と呼ばれている測定器を初めて製作し、長年にわたり測定結果を研究した。大気中のオゾン（厳密には成層圏のオゾン層のオゾン）の計測単位であるドブソン単位という名称は彼にちなんだものである。1927年王立協会フェロー選出、1938年サイモンズ・ゴールドメダル、1945年ベーカリアン・メダル受賞。

## 文献
- Dobson G. M. B. (1968). “40 Years Research on Atmospheric Ozone at Oxford - A History”. Applied Optics 7 (3):  387–405. doi:10.1364/AO.7.000387.
- Dobson G. M. B. (1973). “The laminated structure of the ozone in the atmosphere”. Quarterly Journal of the Royal Meteorological Society 99 (422):  599–607. doi:10.1256/smsqj.42201.